# Gouindougouni
Gouindougouni är en ort i Burkina Faso.   Den ligger i regionen Cascades, i den sydvästra delen av landet, 400 km sydväst om huvudstaden Ouagadougou. Gouindougouni ligger 317 meter över havet och antalet invånare är 1 254.
Terrängen runt Gouindougouni är platt. Närmaste större samhälle är Soubakaniédougou, 9,9 km söder om Gouindougouni.
Omgivningarna runt Gouindougouni är en mosaik av jordbruksmark och naturlig växtlighet. Runt Gouindougouni är det ganska tätbefolkat, med 104 invånare per kvadratkilometer.